# 吉川伸治
吉川 伸治（よしかわ しんじ、1952年 - ）は、日本の地方公務員。神奈川県政策局長や、神奈川県副知事、神奈川県内広域水道企業団企業長を経て、地方独立行政法人神奈川県立病院機構理事長。

## 人物・経歴
神奈川県立小田原高等学校を経て、1975年千葉大学人文学部法経学科卒業、神奈川県入庁。財政課長、総務部次長等を経て、2007年保健福祉部長。2010年理事兼政策局長。2012年から副知事を務め、県民局、保健福祉局、京浜臨海部ライフイノベーション国際戦略総合特区を担当し、医食農同源プロジェクトの推進などにあたった。2016年神奈川県内広域水道企業団企業長。2019年地方独立行政法人神奈川県立病院機構理事長。